# بوب هولت (عداء مسافات طويلة)
بوب هولت (بالإنجليزية: Bob Holt)‏ هو عداء مسافات طويلة بريطاني، ولد في 18 مايو 1944.

## وصلات خارجية
- بوب هولت على موقع ThePowerOf10.info (الإنجليزية)